# Waldebert von Luxeuil
Waldebert, auch Walbert, Gaubert oder Waldebertus (* um 595; † 2. Mai 670 im Kloster Luxeuil) war der dritte Abt des Klosters Luxeuil und wird als Heiliger der römisch-katholischen Kirche verehrt.

## Leben

### Herkunft
Waldebert entstammte der gallorömischen Familie der Waltriche, die im nördlichen Burgund, insbesondere im Gebiet um Besançon begütert war und in den folgenden zwei Jahrhunderten zu einer der einflussreichsten Familien im Frankenreich, vor allem während der Herrschaft der Karolinger aufstieg.
Die in der Vergangenheit vorherrschende Identifizierung Waldeberts als Sohn des burgundo-austrasischen comes des pagus Meaux, Chagnerich sowie als Bruder der heiligen Burgundofara konnte von Erich Zöllner als eine Fehlinterpretation der Vita Faronis durch Jonas von Bobbio widerlegt werden.

### Leben
Die Lebensgeschichte Waldeberts ist in Teilen durch die Vita sancti Waldeberti abbatis Luxoviensis des Adso von Montier-en-Der überliefert, die dieser um das Jahr 950 als Mönch des Klosters Luxeuil verfasste.
Nach Adsos Auskunft schlug Waldebert in jungen Jahren eine militärische Laufbahn ein – es steht zu vermuten, dass er in dem Truppenverband des burgundischen Heeres diente, den sein Verwandter Chramnelenus als Dux der Gebiete beiderseits des Jura befehligte.

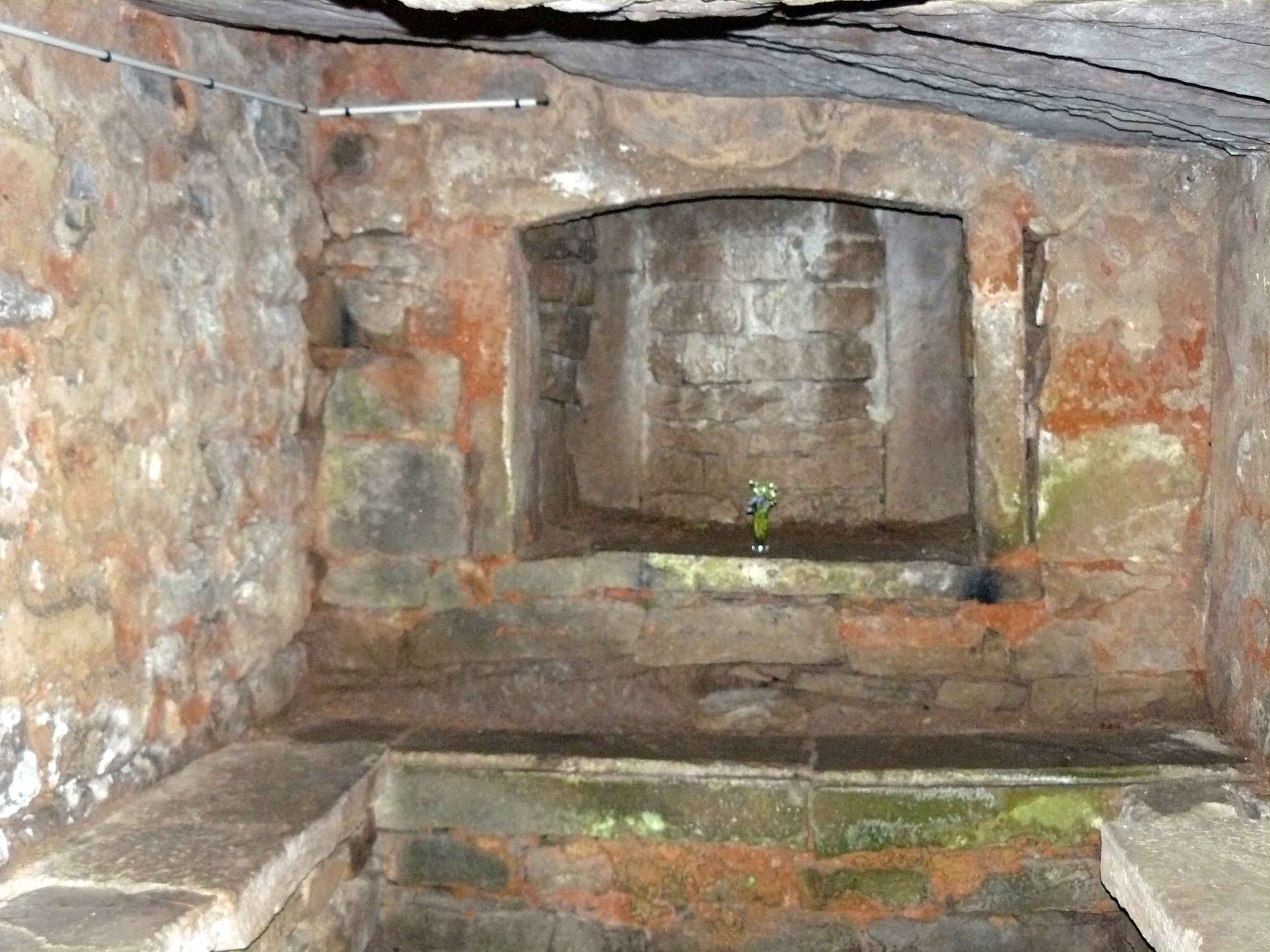
Einsiedelei des heiligen Waldebert: Innenansicht der Grotte

Um das Jahr 620 schied er aus dem Militärdienst aus und widmete sein Leben fortan dem christlichen Glauben. Sein Vermögen und alle Ländereien in seinem Besitz stiftete er der Abtei von Luxeuil – in dieses von Kolumban gegründete Kloster, dem seine Familie seit Anbeginn auf das Engste verbunden war, trat er schließlich als einfacher Mönch ein. Seine Rüstung und seine Waffen übergab er an der Klosterpforte dem Abt Eustasius, auch er ein Verwandter – noch über Jahrhunderte hinaus wurden diese Erinnerungsstücke an das weltliche Leben des Waldebert in der Abteikirche des Klosters ausgestellt.
Dem christlichen Ideal der strengen Askese verbunden, erbat Waldebert von Eustasius die Erlaubnis, die Klostergemeinschaft verlassen zu dürfen und sich als Eremit in den nahegelegenen Wäldern niederzulassen. Nahe der heutigen Gemeinde Saint-Valbert zog er sich in eine Höhle neben einer Quelle zurück, wo er über Jahre die Meditation und das Gebet pflegte.
Als sich die heilige Burgundofara mit der Bitte an Eustasius wandte, neben der Frauenabtei Eboriacum noch ein Männerkloster aufzubauen, wurde Waldebert aufgrund des Ansehens, das er in Folge seines heiligenmäßigen Lebens in den klösterlichen Kreisen des Frankenreiches genoss, vom Abt des Klosters Luxeuil mit dieser Aufgabe betraut. Kurz nach seiner Rückkehr in die Einsiedelei im Jahr 629 verstarb Abt Eustasius und Waldebert wurde von den Möchen des Klosters Luxeuil zu seinem Nachfolger gewählt.
In den über 40 Jahren seines Wirkens als Verwalter des Klosters gelang es Waldebert nicht nur, den klösterlichen Wohlstand und Landbesitz erheblich zu steigern (unter anderem erreichte er während des Pontifikats von Papst Johannes IV. die Unabhängigkeit des Klosters Luxeuil von der bischöflichen Kontrolle), sondern gleichermaßen die Abtei in religiöser und politischer Hinsicht zur angesehensten zeitgenössischen Einrichtung ihrer Art unter der Herrschaft der Merowinger zu formen. Bis zum Beginn des 8. Jahrhunderts dominierte die von ihm ausgebaute Klosterschule die Ausbildung aller religiösen Würdenträger der fränkischen Teilreiche.
Ausgehend von Luxeuil kam es im gesamten Frankenreich zu einer Klostergründungsbewegung in den ländlichen Regionen, die, im Gegensatz zu den bereits unter römischer Herrschaft christianisierten Städten, überwiegend noch heidnischen Traditionen verhaftet waren. Mit Hilfe der weitverzweigten Beziehungen des mit Waldebert verwandten Erzbischofs Donatus von Besançon entstand eine vom fränkischen Adel getragene Bewegung, die im 7. Jahrhundert etwa 300 neue Klöster im Fränkischen Reich begründete – Luxeuil besaß am Ende der Gründungswelle mehr als 30 Filialklöster und der Abt selbst führte die Aufsicht über die Anfänge der Abtei Notre-Dame de Laon sowie des Klosters Münstergranfeld.
Um 670 wurden im Lektionar von Luxeuil wahrscheinlich zum ersten Mal Minuskeln in einer klösterlichen Handschrift verwendet.
Waldebert verstarb am 2. Mai 670 und wurde in der Kirche des heiligen Martin, der Klosterkirche von Luxeuil, in einem hölzernen Sarkophag bestattet. Sowohl seine Grabstätte als auch die Einsiedelei in Saint-Valbert waren bis zur Französischen Revolution wichtige Wallfahrtsorte der Region.

### Kirchengeschichtliche Bedeutung
Anlässlich der Gründung des Männerklosters von Eboriacum kam es zu einem folgenreichen Bruch in der Entwicklung des irofränkischen Klosterwesens, welches ausschließlich die Lehren des heiligen Kolumban befolgten. Die Einführung der Regula cuiusdam Patris ad virgines, in der die Benediktinerregel zu drei Vierteln überwiegt, für die Abtei von Ebroiacum wird allgemein Waldebert zugeschrieben. Ausgehend von dieser Entwicklung setzte sich die Regula Benedicti schließlich in den Klöstern des Abendlandes allgemeinverbindlich durch. Von dieser Mischregel Waldeberts haben sich, anders als die etwas spätere Regula Donati seines Verwandten Donatus von Besançon, keine textlichen Einzelheiten erhalten.

## Verehrung
Der Gedenktag für Waldebert wird von der katholischen Kirche am 2. Mai begangen; im Erzbistum Besançon wird seiner noch zusätzlich am 22. Mai gedacht.